# Argumentum ad misericordiam
Argumentum ad misericordiam (latin för “vädjan till medlidande”) är ett argumentationsfel där någon försöker övertyga genom att appellera till känslor av medlidande eller sympati, istället för att basera sitt resonemang på faktaförhållanden eller logik. Detta retoriska grepp betraktas ofta vara ogiltigt i sammanhang där sakliga argument förväntas, eftersom det inte sker på en saklig grund.

## Argumentationsfelet
En vädjan till medlidande syftar till att få åhöraren att sympatisera med en viss ståndpunkt, snarare än att övertyga genom rationella eller faktabaserade skäl. I debatter och diskussioner kan argumentum ad misericordiam användas för att avleda fokus från sakliga resonemang eller för att slippa bemöta argument på en logisk nivå. Genom att vädja till åhörarnas känslor kan den applicerande parten undvika att behöva försvara sin position med substans.

## Exempel
Ett exempel på argumentum ad misericordiam kan ses i ett rättsligt sammanhang:
“Snälla, döm mig inte hårt – jag har en familj. Hur ska de klara sig om jag hamnar i fängelse?”
Här försöker den åtalade väcka medlidande för familjens situation, istället för att presentera bevis eller resonemang kring själva brottet eller omständigheterna kring det.

## Undantag
I vissa retoriska sammanhang kan en vädjan till medlidande anses legitim, särskilt där emotionella appeller är en accepterad del av kommunikationen. Ett exempel är insamlingskampanjer från hjälporganisationer:
“Titta på bilderna av dessa utsatta barn. Kan ni vänligen donera något för att hjälpa dem?”
Även om detta argument syftar till att väcka sympati genom att appellera till medlidande, kan det betraktas som giltigt i sammanhang där målet är att uppmuntra humanitärt engagemang snarare än att vinna en logisk debatt.